# مطلق‌گرایی
در فلسفه، مطلق‌گرایی این ایده است که حقایقی مطلق وجود دارند و انسان می‌توان آنها را به تدریج کشف کند، در مقابل نسبیت‌گرایی، که ادعا می‌کند همه واقعیت‌ها صرفاً نسبت به دیدگاه فرد هستند. مطلق گرایی و نسبی گرایی به‌طور طولانی در فلسفه تحلیلی معاصر مورد بررسی قرار گرفته‌اند.
قول به مطلق در ارزش‌شناسی می‌گوید: ملاک‌های اخلاق و هنر، ملاک‌های عینی مطلق ثابت در زمان است نه ملاک‌های ذهنی متغیر.

## جهانی بودن در اخلاق
مطلق در زمینه اخلاق و معنای جهانی به چیزی اشاره دارد که برای «همه افراد دارای موقعیت مشابه» صادق است. حقوق، به عنوان مثال در حقوق طبیعی، یا در اعلامیه حقوق بشر و شهروند در سال ۱۷۸۹، برای کسانی که به شدت تحت تأثیر فلسفه روشنگری و تصور آن از طبیعت انسانی قرار گرفته‌اند، می‌تواند جهانی در نظر گرفته شود. اعلامیه جهانی حقوق بشر ۱۹۴۸ از چنین اصولی الهام گرفته شده‌است.

## مطلق در مابعدالطبیعه
در مابعدالطبیعه مطلق، عنوان چیزی است که وجود آن یا تصور آن، متوقف بر موجود دیگری نباشد زیرا او خود علت خود است. به این جهت گفته‌اند موجود مطلق عبارت است از موجودی که در خود و به خود باشد و آن موجودی است ضروری که دگرگونی در آن راه ندارد و از هر نقصی دور است. قریب به این معنی است آنچه در نظریه معرفت گفته‌اند که مطلق، شیء در خود است.